# عدوة الأندلسيين
عدوة الأندلس أو عدوة الأندلسيين هي القسم الغربي من مدينة فاس قديما، حيث كانت فاس بعد تأسيسها تنقسم إلى عدوتين (عدوة القرويين وعدوة الأندلسيين التي بنيت من قبل المولى إدريس الثاني سنة 192 هـ. كانت العدوة مسكنًا للأندلسيين الذين ولجؤا إلى المغرب بعد فرارهم من حكم بن هشام، فسكنوا مدينة فاس ومنه نسبت إليهم العدوة.
تحتضن عدوة الأندلسيين مسجد الأندلسيين الذي بنته مريم الفهرية، شقيقة فاطمة الفهرية مشيدة جامع القرويين. وتعد فاس أكثر المدن التاريخية التي حل بها عرب الأندلس بكثافة، قادمين من جنوب شبه الجزيرة الأيبيرية بعد سقوط الحكم الإسلامي فيه.
سجل المؤرخون أن عدوة الأندلسيين كانت تضم أشجع الرجال و مقارنة بنظيرتها عدوة القرويين التي كانت تضم أجمل الرجال، كما اشتهرت عدوة الأندلس بتفاحها الطربلسي الطيب الذي كان يزرع فيها حصرا.

## أنظر أيضا
- عدوة القرويين